# Vera Brieske
Vera Brieske (* 17. November 1967 in Meppen) ist eine deutsche Archäologin für Frühgeschichte.

## Leben und Wirken
Vera Brieske studierte von 1986 bis 1994 Ur- und Frühgeschichte, Alte Geschichte und Klassische Archäologie an der Universität Münster, im Rahmen des Studiums nahm sie an Grabungen in Vitry-en-Artois (Frankreich), Vechta, Münster, Warburg, Heek, St.-Albans (England) und Stratos (Griechenland) teil. 1992 war sie Erasmusstipendiatin an der Universität Perugia (Italien). Die Magisterarbeit 1994 behandelte „Nordische Elemente im Fundgut des spätvölkerwanderungszeitlichen Thüringen“. 1995 wurde Brieske wissenschaftliche Mitarbeiterin im Seminar für Ur- und Frühgeschichte der Universität Münster, dabei war sie im DFG-Projekt „Die Schmuck- und Trachtbestandteile des sächsischen Gräberfeldes von Liebenau“ tätig. Von 1998 bis 2000 folgte ein wissenschaftliches Volontariat bei der Altertumskommission für Westfalen. 1999 wurde Brieske mit einer Arbeit über „Schmuck und Trachtbestandteile des Gräberfeldes von Liebenau, Kreis Nienburg/Weser“ von Torsten Capelle promoviert. Von 2001 bis 2003 hatte sie die wissenschaftliche Leitung der Ausgrabung einer eisenzeitlichen und frühmittelalterlichen Siedlung in Ahlen-Dolberg inne, anschließend war sie von 2004 bis 2006 wissenschaftliche Mitarbeiterin im DFG-Projekt „Die frühmittelalterlichen Grabfunde von Beckum, Kr. Warendorf“ der Universität Münster. Nach weiteren Grabungsleitungen ist sie seit Juni 2007 wissenschaftliche Referentin und Geschäftsführerin der Altertumskommission für Westfalen beim Landschaftsverband Westfalen-Lippe.
Brieske ist seit 1993 Mitglied in der Internationalen Arbeitsgemeinschaft zur Archäologie der Sachsen und ihrer Nachbarvölker in Nordwesteuropa („Sachsensymposion“, seit 2021 im Koordinierenden Ausschuss), seit 1998 Mitglied der Gesellschaft zur Förderung der Archäologie in Ostwestfalen (GeFAO, seit 2022 Vorstandsmitglied), seit 2009 korrespondierendes Mitglied im Deutschen Archäologischen Institut (DAI), seit 2015 stellvertretende Vorsitzende des Nordwestdeutschen Verbandes für Altertumsforschung, seit 2017 Mitglied im erweiterten Vorstand des Deutschen Verbandes für Archäologie (DVA).
Ihre Forschungsschwerpunkte sind die Völkerwanderungszeit und das frühe Mittelalter in Nordwestdeutschland, die Geschichte der Christianisierung, die Gräberfeldarchäologie und die Wallburgenforschung.

## Schriften (Auswahl)
Monografien
- Vera Brieske: Schmuck und Trachtbestandteile des Gräberfeldes von Liebenau, Kreis Nienburg (Weser). Vergleichende Studien zur Gesellschaft der frühmittelalterlichen Sachsen im Spannungsfeld zwischen Nord und Süd (= Studien zur Sachsenforschung 5,6). Isensee Verlag, Oldenburg 2001, ISBN 978-3-89598-748-9.
- Vera Brieske: Die Haskenau bei Handorf-Dorbaum, Kreisfreie Stadt Münster (= Frühe Burgen in Westfalen 18). Altertumskommission, Münster 2001.

Herausgeberschaft
- Heidemarie Eilbracht, Vera Brieske, Barbara Grodde (Hrsg.): Itinera Archaeologica. Vom Neolithikum bis in die frühe Neuzeit. Festschrift für Torsten Capelle zum 65. Geburtstag (= Internationale Archäologie, Studia Honoraria 22), Leidorf, Rahden/Westfalen 2005, ISBN 3-89646-422-1. Darin Beitrag von Vera Brieske: Verbrannt, vergraben und versenkt. Hinweise auf eisenzeitliche Kultriten in Ahlen-Dolberg, Kr. Warendorf., S. 35–53.
- Vera Brieske, Christiane Ruhmann (Hrsg.): Dying Gods – Religious beliefs in northern and eastern Europe in the time of Christianisation (= Neue Studien zur Sachsenforschung 5), Konrad Theiss Verlag, Stuttgart 2015, ISBN 978-3-8062-3260-8.
- Vera Brieske, Aurelia Dickers, Michael M. Rind (Hrsg.): Tiere und Tierdarstellungen in der Archäologie.  Beiträge zum Kolloquium in Gedenken an Torsten Capelle, 30.–31. Oktober 2015 in Herne (= Veröffentlichungen der Altertumskommission 22), Aschendorff, Münster 2017, ISBN 978-3-402-15010-8.

Aufsätze (Auswahl)
- Vera Brieske, Gregor Schlicksbier: Zur Chronologie des Gräberfeldes von Liebenau, Kr. Nienburg (Weser). In: Hans-Jürgen Häßler (Hrsg.), Neue Forschungsergebnisse zur nordwesteuropäischen Frühgeschichte unter besonderer Berücksichtigung der altsächsischen Kultur im heutigen Niedersachsen. (= Studien zur Sachsenforschung 15), Isensee-Verlag, Oldenburg 2005, S. 97–118, ISBN 978-3-89995-228-5.
- Vera Brieske: Pferdegräber als Zeichen für Sachsen in Westfalen?  In: Henriette Brink-Kloke, Karl Heinrich Deutmann: Die Herrschaften von Asseln. Ein frühmittelalterliches Gräberfeld am Dortmunder Hellweg.  Deutscher Kunstverlag, München/Berlin 2007, S. 102–108, ISBN 978-3-422-06761-5.
- Andreas Weisgerber, Vera Brieske: Technische Bemerkungen zu den Goldbeschlägen aus dem Fürstengrab von Beckum.  In: Thomas Otten, Hansgerd Hellenkemper, Jürgen Kunow, Michael M. Rind (Hrsg.): Fundgeschichten – Archäologie in Nordrhein-Westfalen. Begleitband zur Landesausstellung NRW 2010, von Zabern, Mainz 2010, S. 365–367, ISBN 978-3-8053-4236-0.
- Vera Brieske: Sachse oder Franke? 50 Jahre Forschung zum Fürstengrab von Beckum. In: Archäologie in Westfalen-Lippe 2009, Münster 2010, S. 189–192.
- Vera Brieske: Tradition und Akkulturation. Neue Untersuchungen zum ‚Fürsten‘ von Beckum. In: Babette Ludowici, Heike Pöppelmann (Hrsg.), Das Miteinander, Nebeneinander und Gegeneinander von Kulturen. Zur Archäologie und Geschichte wechselseitiger Beziehungen im 1. Jahrtausend n. Chr.  (= Neue Studien zur Sachsenforschung 2), Theiss, Stuttgart 2011, S. 124–133, ISBN 978-3-8062-2497-9.
- Vera Brieske: Völkerwanderungszeitliche Stützarmfibeln mit stabförmigem Bügel und Rechteckfuß. Überlegungen zur Typologie und Verbreitung eines Statussymbols. In: Hans-Otto Pollmann (Hrsg.), Archäologische Rückblicke. Festschrift für Daniel Bérenger. (= Universitätsforschungen zur prähistorischen Archäologie 254), Habelt, Bonn 2014, S. 219–236, ISBN 978-3-7749-3915-8.
- Vera Brieske, Ulrich Lehmann: In bester Lage mit Weserblick – Detailuntersuchungen zu ausgewählten Funden des karolingerzeitlichen Gräberfeldes von Porta Westfalica-Barkhausen, Kr. Minden-Lübbecke. In: Niedersächsisches Institut für Historische Küstenforschung (Hrsg.), Aktuelle Forschungen an Gräberfeldern des 1. Jahrtausends n. Chr.  (= Siedlungs- und Küstenforschung im südlichen Nordseegebiet 39), Leidorf, Rahden/Westf. 2016, S. 239–253, ISBN 978-3-86757-857-8.
- Vera Brieske: Frühe Christen in Westfalen? Zur Zeitstellung der Goldkreuzfibel vom Gaulskopf bei Warburg-Ossendorf, Kr. Höxter. In: Peter Fasold, Liane Giemsch, Kerstin Hofmann, Daniel Winger (Hrsg.), Forschungen in Franconofurd. Festschrift für Egon Wamers zum 65. Geburtstag. (= Schriften des Archäologischen Museums Frankfurt 28), Schnell & Steiner, Regensburg 2017, S. 223–232, ISBN 978-3-7954-3175-4.
- Vera Brieske, Christoph Grünewald, Babette Ludowici: Bodenfunde legen Zeugnis ab: Frühe Christen am Hellweg. In: Babette Ludowici (Hrsg.), SAXONES. Begleitband zur niedersächsischen Landesausstellung 2019 im Landesmuseum Hannover und im Braunschweigischen Landesmuseum. (= Neue Studien zur Sachsenforschung 7). Theiss, Stuttgart 2019, ISBN 978-3-8062-4005-4, S. 254–264.
- Vera Brieske: Neue kaiserzeitliche und merowingerzeitliche Sondenfunde von Wüstungen aus dem Kreis Soest. In: Julia Ricken (Hrsg.), Archäologie in Soest und anderswo. Festschrift für Walter Melzer. (= Soester Beiträge zur Archäologie 17). Mocker & Jahn, Soest 2021, ISBN 978-3-87902-316-5, S. 93–102.
- Christoph Grünewald, Vera Brieske: Das Kreuz mit dem Kreuz – vorkarolingische Gegenstände mit christlicher Ornamentik in Westfalen. In: Babette Ludowici (Hrsg.): New Narratives for the First Millennium? Alte und neue Perspektiven der archäologischen Forschung zum 1. Jahrtausend. (= Neue Studien zur Sachsenforschung 11). Theiss, Stuttgart 2022, S. 39–56.